# Clair de Lune (chambres d'hôtes)
Pour les articles homonymes, voir Clair de lune (homonymie).

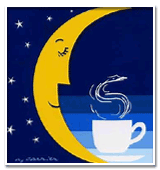
Logo du Label Clair de Lune

Clair de Lune est une association qui fait la promotion et la commercialisation des hébergements de type chambre d'hôtes de ses adhérents sur la base d'une charte de qualité.

## Présentation
Plusieurs propriétaires de chambres d'hôtes du Périgord Noir sont à l'origine de la création de l'association des chambres d'hôtes et auberges d'hôtes du Périgord Noir. Un des buts fondateurs de l'association est de mettre en commun les pratiques et fixer les niveaux de prestations proposés aux clients. Ceci permet aux clients d'identifier les chambres
qui proposent un niveau de prestation reconnu, et aux propriétaires de bénéficier de cette reconnaissance.
L'association et l'organisme de certification (CERTISUD), proposent la démarche au ministère du Tourisme français afin d'avoir son agrément soit reconnu par celui-ci.  En 2007, la démarche est validée et devient nationale.[réf. nécessaire]. 
La procédure permettant d'être admis dans l'association peut être initiée directement par un propriétaire ou être encadrée par un acteur touristique local (office de tourisme, Pays d'accueil touristique, associations de chambres d'hôtes...). 

## Critères
Les propriétaires doivent respecter les critères du cahier des charges. Des visites de contrôles sont régulièrement assurées par l'organisme de certification.
Le label permet aux propriétaires de valider la qualité de leurs prestations, mais également de disposer d'un certain nombre de services, en effet, tout propriétaire certifié dispose de la notoriété d'un label attribué par une autorité de certification indépendante, du droit d'utiliser la marque Clair de Lune sur tous supports, d'une présence sur le site web national du label. 
Les titulaires du label doivent respecter plusieurs critères : l'environnement doit être agréable, sans nuisances et la construction doit répondre à des critères de maison d'hôtes de caractère ; la qualité de l'accueil et l'aide à l'organisation du séjour ; les chambres sont personnalisées dans la maison du propriétaire ou aux abords immédiats, l'accent est mis sur le confort et la propreté ; le petit déjeuner doit être proposé et servi par les propriétaires, un service de table d'hôte peut également être proposé.
Sur chacun de ces critères une note est attribuée. En fonction de la note finale, une à quatre lunes sont attribuées.